# Södra Mossaskär
Södra Mossaskär med Norra Mossaskär är en ö i Finland. Den ligger i Norra kvarken och i kommunen Vörå i den ekonomiska regionen  Vasa i landskapet Österbotten, i den västra delen av landet. Ön ligger omkring 38 kilometer nordöst om Vasa och omkring 380 kilometer norr om Helsingfors.
Öns area är 71,7 hektar och dess största längd är 1,3 kilometer i sydöst-nordvästlig riktning.

## Sammansmälta delöar
- Södra Mossaskär 63°22′19″N 22°07′41″Ö / 63.37196°N 22.12794°Ö
- Norra Mossaskär 63°22′37″N 22°07′33″Ö / 63.37686°N 22.12576°Ö

## Klimat
Inlandsklimat råder i trakten. Årsmedeltemperaturen i trakten är 3 °C. Den varmaste månaden är augusti, då medeltemperaturen är 15 °C, och den kallaste är februari, med −11 °C.